# 1. FC Mülheim
Der 1. FC Mülheim-Styrum (offiziell: 1. Fußballclub Mülheim-Styrum 1923 e. V.) ist ein Fußballverein aus dem Mülheimer Stadtteil Styrum. Der Verein wurde am 24. Juni 1923 gegründet und gehörte von 1974 bis 1976 der 2. Bundesliga an. Die erste Mannschaft spielt seit dem Aufstieg im Jahre 2023 in der siebtklassigen Bezirksliga. Spielstätte ist die Städtische Sportanlage Moritzstraße. Die Vereinsfarben sind Schwarz und Weiß.

## Geschichte

### Frühe Jahre (1923 bis 1945)
Der 1. FC Mülheim-Styrum geht auf den im Oktober 1908 gegründeten Verein SV Viktoria Styrum zurück. Dieser fusionierte 1912 mit dem Unterstyrumer Ballspielverein zum BV Viktoria Styrum, der sich ab Mai 1920 Styrumer Spielverein nannte. Am 30. Januar 1923 fusionierte der Styrumer Spielverein mit dem Oberhausener SV 04 zur SpVgg Oberhausen und Styrum. Von diesem Verein spaltete sich am 24. Juni 1923 der 1. FC Styrum ab, während sich der Restverein im Juni 1923 in Rot-Weiß Oberhausen umbenannte.
Grund für die Abspaltung der Styrumer war die Fusion zwischen dem Styrumer Spielverein und dem Oberhausener SV. Nach Ansicht der Styrumer brauchte die Ortschaft einen eigenen Verein, da die Styrumer keine Oberhausener waren. Auf den Trikots wurde ein Löwe, das Wappen von Schloss Styrum, platziert. Seitdem sind die Spieler auch als „Styrumer Löwen“ bekannt. Trotz eines Widerspruchs der SpVgg Oberhausen und Styrum wurden die Styrumer noch im Gründungsjahr in den Westdeutschen Spiel-Verband aufgenommen.
1934 gelang der Aufstieg in die seinerzeit zweitklassige Bezirksklasse Niederrhein. Nach dem Abstieg im Jahr 1937 gelang der sofortige Wiederaufstieg. Höhepunkt war dann der vierte Platz in der Saison 1938/39. Noch bis in die Spielzeit 1942/43 konnte der Verein im Zweiten Weltkrieg den Spielbetrieb aufrechterhalten.

### Nachkriegszeit (1945 bis 1972)
Nach Kriegsende wurde in der Saison 1945/46 zunächst eine Mülheimer Stadtmeisterschaft ausgespielt, bei der die Styrumer hinter dem VfB Speldorf Vizemeister wurden. Anschließend spielte die Mannschaft in der Bezirksklasse; 1950 verpassten die Styrumer durch eine Niederlage im Entscheidungsspiel gegen Westende Hamborn den Sprung in die Landesliga. Zwei Jahre später gelang der Aufstieg in die höchste Amateurliga im Fußballverband Niederrhein. Gleich in der ersten Saison wurde die Mannschaft Meister der Staffel 3, scheiterte aber in der Endrunde um die Niederrheinmeisterschaft am Homberger SV.
In den folgenden beiden Spielzeiten 1953/54 und 1954/55 wurden die Styrumer jeweils Vizemeister ihrer Staffel hinter Sterkrade 06/07, ehe 1956 die Qualifikation für die neu geschaffene Verbandsliga Niederrhein gelang. Aus dieser stieg die Mannschaft 1958 ab, Anfang der 1960er Jahre musste sie lange Zeit gegen den Abstieg kämpfen. Erst 1964 wurden die „Löwen“ wieder Vizemeister der Landesliga hinter Schwarz-Weiß Alstaden. Eine weitere Vizemeisterschaft gelang drei Jahre später, diesmal hinter dem BV Altenessen 06.
Während der Saison 1967/68 kämpften die Styrumer erneut gegen den Abstieg aus der Landesliga. Der aus Essen stammende Antennennbauunternehmer Albert Becker übernahm den Trainerposten und musste zunächst eine 1:5-Niederlage im Derby gegen Speldorf hinnehmen. Doch unter seiner Führung holte die Mannschaft aus den verbleibenden sechs Spielen noch die nötigen Punkte zum Klassenerhalt. In den folgenden Jahren erlebte die Mannschaft einen sportlichen Aufschwung, der 1971 in der Landesliga-Meisterschaft gipfelte. Mit einer punktuell verstärkten Mannschaft gehörten die Styrumer in der Verbandsligasaison 1971/72 schnell zu den Spitzenteams und nach einem 2:1-Sieg vor 3.000 Zuschauern gegen Union Ohligs feierten sie die Niederrheinmeisterschaft.
Es folgte die Aufstiegsrunde zur Regionalliga West, in der der FCM auf den Bonner SC, die Sportfreunde Siegen und den STV Horst-Emscher traf. Mit einem 3:1 über Horst-Emscher am vorletzten Spieltag wurde der Aufstieg perfekt gemacht. Im Gegensatz zu anderen Vereinen setzte man in Styrum auf eine gewachsene Mannschaft, die nur punktuell verstärkt wurde. Trainer Becker wechselte zur Saison 1972/73 zum SSVg Velbert. Bei der Vertragsunterschrift in Velbert Anfang 1972 habe er noch nicht ahnen können, dass seine Mannschaft den Durchmarsch in die Regionalliga schaffen würde.

### Das Mülheimer Fußballwunder (1972 bis 1976)
Mit dem Aufstieg in die Regionalliga verließ der Verein den Platz an der Moritzstraße, da auf dem Aschenbelag in der Regionalliga nicht gespielt werden durfte. Die „Styrumer Löwen“ spielten von nun an im Jahnstadion. Auch im neuen Stadion behielt die Mannschaft ihre Heimstärke und erreichte in der Saison 1972/73 den achten Platz. Der einzige große Rückschlag war eine 1:10-Niederlage bei Rot-Weiss Essen. Zur folgenden Spielzeit kehrte Albert Becker zurück und führte seine Mannschaft nach holprigem Start zu neuen Erfolgen.
Mit 32:2 Punkten waren die Styrumer die beste Heimmannschaft und mit 27:7 Punkten das beste Team der Rückrunde. Trotz des vierten Platzes verpasste die Mannschaft zunächst die Qualifikation für die neu geschaffene 2. Bundesliga, da sie in der maßgeblichen Fünfjahreswertung nur den elften Platz belegte. Doch die Mülheimer hatten Glück: Tennis Borussia Berlin schaffte den Aufstieg in die Bundesliga und da der Dritte der Regionalliga Berlin Blau-Weiß 90 Berlin auf das Nachrücken verzichtete, wurde der FCM doch noch in die Zweite Liga aufgenommen.
Gleichzeitig wurde der Name Styrum immer öfter weggelassen und ab 1975 nannte sich der Verein schlicht 1. FC Mülheim. Von der Stadt Mülheim erhielt der Club ein zinsloses Darlehen in Höhe von 160.000 Mark. Trainer Becker verließ den FCM im Sommer 1974 erneut, da Vereinsvorstand Horst Witzler den Trainerposten neu vergab und Becker künftig nur noch Co-Trainer sein sollte. In der Saison 1974/75 gerieten die Mülheimer nie in ernsthafte Abstiegsgefahr und wurden am Saisonende Elfter.
Doch der Verein geriet in finanzielle Schwierigkeiten und musste im Sommer 1975 zahlreiche Leistungsträger abgeben. Andererseits sorgte er mit der Verpflichtung von Torhüter Manfred Manglitz, der in den Bundesliga-Skandal verwickelt war, für Aufsehen. Sportlich kämpften die Mülheimer gegen den Abstieg. Trotz eines 5:1-Sieges am letzten Spieltag gegen Arminia Bielefeld wurde der Klassenerhalt verpasst, da Konkurrent Bayer 04 Leverkusen gleichzeitig mit 3:2 bei der SG Wattenscheid 09 gewann.

### Niedergang (seit 1976)
Nach dem Abstieg aus der 2. Bundesliga stand der mit 1,6 Millionen Mark verschuldete Verein vor dem Aus. Präsident Haustein trat zurück und das Amtsgericht Mülheim an der Ruhr musste einen Notvorstand bestellen. Lange Zeit war unklar, ob der Verein in der Saison 1976/77 in der Verbandsliga überhaupt antreten würde. Schließlich wurde eine Mannschaft gemeldet, die mit 9:55 Punkten abgeschlagen Letzter wurde und in die Landesliga abstieg. Ein Konkursverfahren endete mit einem Vergleich, bei dem sich die Gläubiger mit einem Prozent ihrer Forderung zufriedengeben mussten.
Anschließend kehrte Albert Becker erneut nach Mülheim zurück, er führte die Mannschaft 1979 zurück in die inzwischen viertklassige Verbandsliga. Zwei Jahre später wurden die „Styrumer Löwen“ mit drei Punkten Rückstand auf den VfB Bottrop Vizemeister, ehe sie 1985 erneut in die Landesliga abstiegen. Zehn Jahre später folgte der Absturz in die Bezirksliga, bevor der Verein in der Saison 1996/97 noch einmal in die Landesliga zurückkehrte. 2001 stiegen die Styrumer sogar in die achtklassige Kreisliga A ab. Ab 2007 spielte der Verein nochmals in der Bezirksliga, ab 2011 wieder in der Kreisliga A. 2017 gelang erneut der Aufstieg in die Bezirksliga, aus der man jedoch in der Folgesaison postwendend wieder in die Kreisliga A abstieg. 2023, im Jahre des einhundertjährigen Vereinsjubiläums, schafften die Mülheimer den erneuten Aufstieg in die Bezirksliga.

## Stadion
In den 1970er Jahren, während seiner Zugehörigkeit zum bezahlten Fußball (je zwei Jahre Regionalliga und 2. Bundesliga), trug der Verein seine Heimspiele im städtischen Ruhrstadion aus. Die erfolgreichen Jahre (1971 Meister der Landesliga, 1972 Meister der Verbandsliga) waren noch auf der Anlage an der Moritzstraße ausgetragen worden. Mit Beginn der Qualifikationsrunde zur Regionalliga West wechselte man dann zum Ruhrstadion.

## Erfolge
- Qualifikation für die 2. Bundesliga: 1974
- Niederrheinmeister: 1972

## Persönlichkeiten

### Spieler
- Ernst Bachmann
- Herbert Bals
- Klaus-Dieter Bone
- Norbert Eilenfeldt
- Johannes Fröbus
- Reiner Greiffendorf
- Norbert Lücke
- Otto Luttrop
- Klaus-Dieter Mackowiak
- Wilfried Mackscheidt
- Manfred Manglitz
- Werner Ohm
- Holger Osieck
- Friedel Schüller
- Peter Schyrba
- Alfons Sikora
- Volker Spazier
- Fritz Stefens
- Herbert Stoffmehl
- Jürgen Sundermann
- Hermann-Josef Wilbertz
- Reiner Greiffendorf

### Trainer
- Albert Becker
- Karlheinz Mozin
- Horst Witzler (1974)
- Paul Zielinski